# فرودگاه لسای
فرودگاه لسای (به انگلیسی: Lessay Airport) یک فرودگاه همگانی است که یک باند فرود چمن دارد و طول باند آن ۱۲۶۸ متر است. این فرودگاه در کشور فرانسه قرار دارد .